# Svinárky
Svinárky (niem. Swinarek) – część hradeckiej dzielnicy Svinary, która jest położona po prawej stronie Orlicy.

## Geografia i przyroda

### Położenie
Svinárky są położone na obszarze Kotliny Czeskiej, po prawej stronie rzeki Orlicy oraz drogi nr 11 w kierunku miejscowości Třebechovice pod Orebem. Ich współrzędne geograficzne: 50°12'58.910" długości geograficznej wschodniej oraz 15°54'24.778" szerokości geograficznej północnej (budynek gościńca U Karla).

### Hydrologia
Jedynym znaczącym ciekiem wodnym znajdującym się na obszarze Svinárek jest rzeka Orlica i nie ma tutaj żadnego zbiornika wodnego. Źródła wody ze wzgórza nad Podgórą (czes. Podhůra) są już znane od wieków ze swojego działania przeczyszczającego.

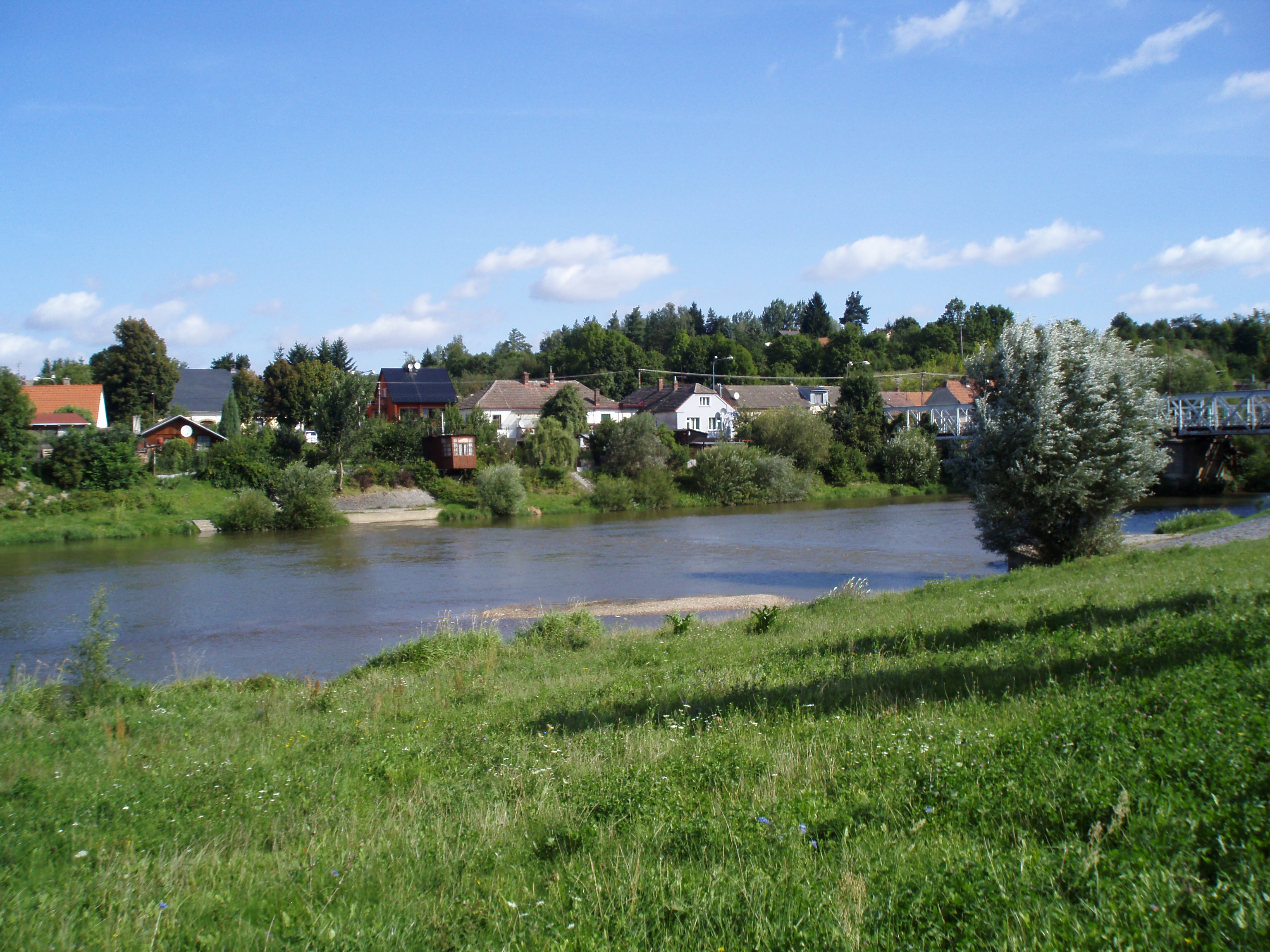
Widok od strony rzeki

### Geologia
Geologia Svinárek jest bardzo bogata. Od północy i północnego wschodu znajdują się wapienne mułowce, iłowce i margle, należące do koniaku oraz santonu, które na południu miejscowości są przykryte przez osady górnego plejstocenu, w kierunku zachodnim przez siwo-brunatne piaski oraz żwiry rissu, oraz na północny zachód przez kamienne i kamienno-ilaste osady czwartorzędne z domieszką eoliczną. Miejsce jest również znane ze znalezienia skamieniałych szkieletów jeżowców kredowych rodzaju Holaster.

### Fauna i flora
Lokalna fauna i flora składa się z typowych gatunków Europy Środkowej.

### Ochrona przyrody
W miejscowości nie znajdują się obszary chronione.

## Demografia

### Liczba ludności
| Rok             | 1869 | 1910 |
| --------------- | ---- | ---- |
| Liczba ludności | 283  | 211  |

Źródło: Seznam míst v království Českém. Sestaven na základě úředních dat k rozkazu c.k. místodržitelství, Praha 1879 oraz 1913

## Historia
Obszar ten był zamieszkały już w okresie prahistorycznym. Świadczą o tym znaleziska archeologiczne kultury śląsko-platěnickiej, głównie przedmioty z brązu.
Pierwsza pisemna wzmianka o Svinárkach pojawia się w 1547 r., kiedy miejscowość została skonfiskowana miastu Hradec Králové przez cesarza i sprzedana Janowi z Pernštejna. W następnym roku kupił ją Aleš Rodovský z Hustířan. Po jego śmierci stał się jej właścicielem jego brat Mikołaj (Mikuláš). Synowie Mikołaja (Natanael, Aleš, Martin i Bavor) wieś sprzedali w 1559 r. Bohušowi Hrušovskiemu z Hrušova. Jego potomkowie sprzedali Svinárky 17 września 1563 Mikołaju młodszemu Borzkowi z Dohalic, a w 1576 r. miejscowość pozyskał Zikmund Mladota ze Solopisk a na Nevraticích, który był jej właścicielem aż do śmierci w 1589 r. Ale nie miał dzieci i jego spadek stał się przedmiotem sporu pomiędzy jego braćmi oraz innymi spadkobiercami. Całą Slatinę wraz z Svinárkami pozyskał Jiří Mladota ze Solopisk, który ją sprzedał 13 października 1593 Pawłowi Hamzowi Borzkowi z Zábědovic. Paweł Hamza Bořek z Zábědovic zmarł w 1605 r. i wychowawcą jego synów Adama oraz Jana został ich wujek Myslibor Hamza. Dopiero 17 czerwca 1624 bracia podzielili majątki ojca i wuja. Svinárky trafiły w ręce Jana, który w 1625 r. wymienił cały majątek za majątki w okolicy Světí. Jednak później odzyskał go z pierotem i w 1631 r. sprzedał go Adamowi Erdmanowi Trčkowi z Lípy.

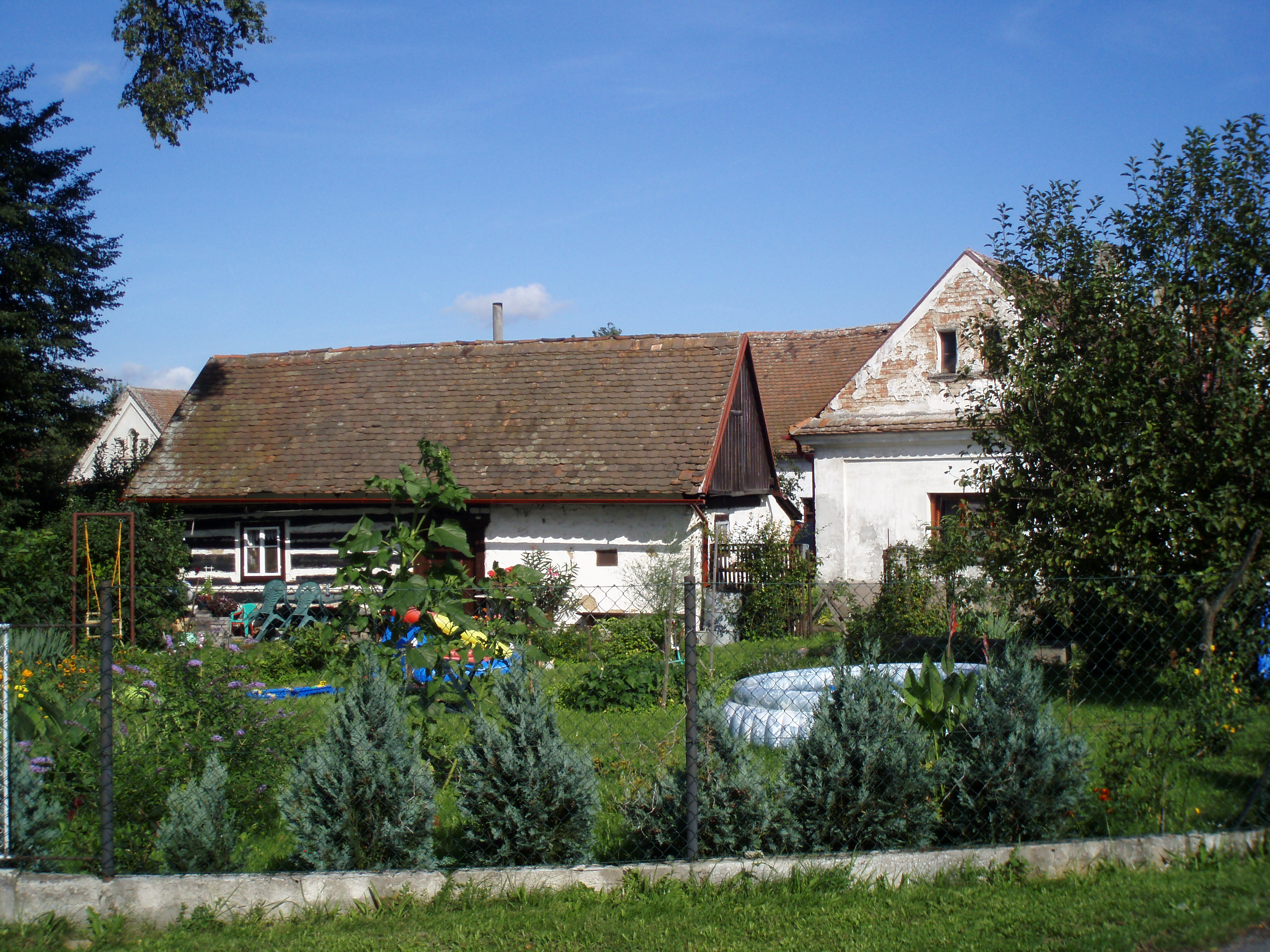
Dom drewniany przy domu nr 70

Wtedy i później było tu tylko kilka domów, z których najważniejszymi budynkami były: młyn Podhůra (pierwsza wzmianka z 1523 r.) i gościniec U Karla (założony w 1714 r.). Ale okolica była pusta, np. między miejscowością Věkoše i dość odległymi Svinárkami znajdowało się tylko kilku dużych dworów (Markowski, Kocianowski).
W następnych latach majątek zmieniał właścicieli bardzo często. Po bitwie pod Białą Górą dobra Trčków zostały przez cesarza skonfiskowane i w 1638 r. sprzedane pułkownikowi Walterowi Leslie.
W latach 1850–1949 wieś została częścią gminy Slatina, z którą miała dawne związki historyczne (1548–1849 jej osiedle). Dzięki niej został w 1906 r. zbudowany most żelazny przez Orlicę. Tylko komuniści naruszyli tę tradycję i w 1949 r. dołączyli wieś do gminy Svinary. W wyniku tego połączenia wzrosła jej powierzchnia katastralna z 370 ha na 462 ha. W 1960 r. miejscowość Svinárky jako osiedle zniknięła z mapy i w 1985 r. została wraz z Svinarami dzielnicą Hradca Králové.

## Zabytki
- Zabytkowy krzyż z piaskowca z 1896 r.
- Budynek gościńca U Karla z 1714 r.
- Drewniany dom przy domu nr 70 na ulicy Podhůrskiej
- Murowany dom nr 78 na ulicy Podhůrskiej

## Przemysł
Dziś już nie istnieje. Do 1953 r. w młynie Podhůra mielono zboże na mąkę.

## Rolnictwo
Jak w okolicznych wsiach ma rolnictwo tutaj wielowiekową tradycję. Wcześniej uprawiało się tutaj wszystko, od zbóż, przez warzywa i owoce, po ziemniaki oraz buraki cukrowe.